# カスケード沈み込み帯
座標: 北緯45° 西経124° / 北緯45度 西経124度

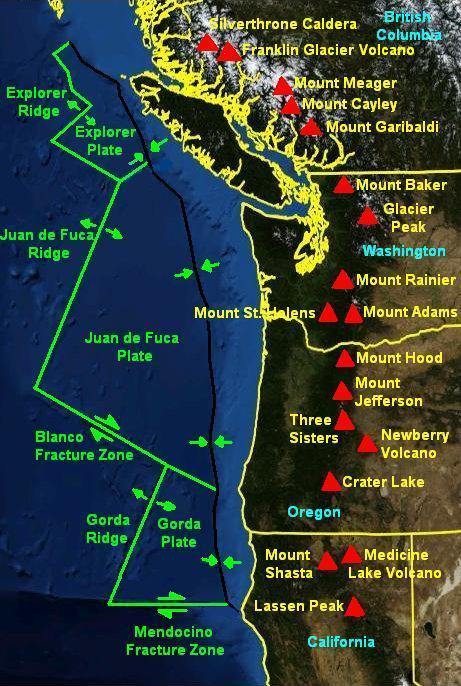
Cascade Volcanic Arc

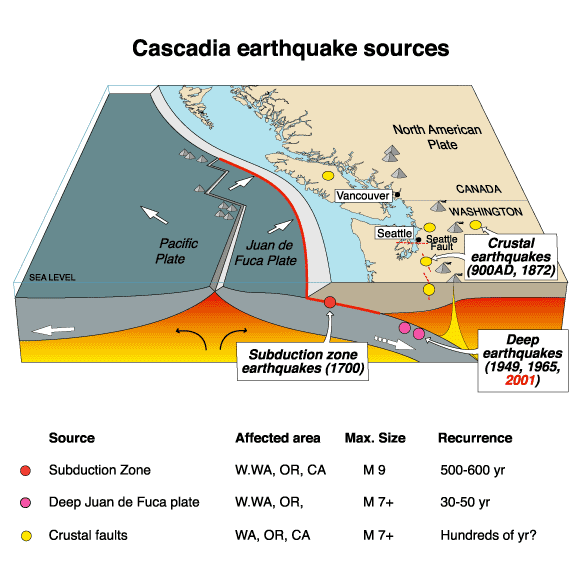
Cascadia earthquake sources

カスケード沈み込み帯（カスケードしずみこみたい、英: Cascadia subduction zone）は、北アメリカ大陸の西海岸（アメリカ合衆国北西部・カナダ南西部）の沖合にある沈み込み帯である。ファンデフカプレートが、北米プレートの下へと沈み込んでいる。地学的環境は、日本の南海トラフなどに類似している。

## 過去の地震の記録
この沈み込み帯における最新の地震の発生は、1700年に発生したMw9.0の巨大地震であり、日本にも甚大な津波被害をもたらした。この地震では、長さ1,100kmに及ぶ断層面が14mずれた。
歴史記録に大地震の発生は記録されていないが、地質学的な古地震調査の結果、過去に巨大地震が発生したことを示す痕跡が発見されている。日本においても津波が到達した記録が残されていることがわかった。
この沈み込み帯においては、過去約7,000年間に13回の地震が発生したとされている。平均すると約500年に1度程度となる。また、過去10,000年では41回（約240年に一度程度）の地震が発生したとされ、うち半分はM9クラスの巨大地震とされる。プレート間巨大地震は、過去3500年間に7回発生したことがわかった。識者によれば、この地震帯を震源に、いつ大規模な地震が発生してもおかしくないと言う。